# The Story of Us (canción)
«The Story of Us» —en español: «La Historia de Nosotros»— es un sencillo de la cantante y compositora estadounidense Taylor Swift. La canción fue escrita por Swift, y producido por Nathan Chapman y Swift. El sencillo es el de su tercer álbum de estudio Speak Now. La canción contiene elementos pesados de la música pop rock. Según Swift, la canción es acerca de la ejecución en una de sus exnovios en público.
Tras el lanzamiento del álbum, la canción debutó en el número 41 en el Hot 100 y en el número 70 en el Canadian Hot 100. Que se añadirá a la lista del Reino Unido de Radio C 1 el 4 de abril de 2011.

## Historia
En una entrevista exclusiva con Yahoo blogger Música, Wendy Geller, Taylor reveló esta fue la última canción que escribió para Speak Now. "Esa fue la última canción que escribí en el expediente", dijo Swift, "porque ocurrió más recientemente. Fue en una entrega de premios, y se había producido una pelea entre yo y este hombre, y creo que los dos había tanto que quería decir, pero estamos sentados seis asientos de distancia el uno del otro y sólo la lucha contra esta guerra silenciosa de "No me importa que usted esté aquí."  "Es tan terrible, desgarradamente difícil. " En un principio se especuló con que esta canción era de Joe Jonas, quien escribió" Forever & Always "acerca de su álbum, Fearless. Más tarde se confirmó que esta canción y "Dear John" fueron escritas sobre la misma persona, por lo que muchos creyeron que se trataba de John Mayer.
En una entrevista en EE. UU. Hoy en día con Brian Mansfield, añadió, "Solo quería decirle," ¿Es esto vas a matar? Porque me está matando. "Pero no lo hice. Porque yo no podía. Debido a que ambos tenían estos escudos silencio para arriba. "Más tarde ella dijo: "Me fui a casa y me senté en la mesa de la cocina y le dije a mi mamá, 'Sentí como si estuviera sola en una habitación llena de gente." Entonces me levanté y corrí a mi habitación, como ella me ha visto hacer muchas veces. Y probablemente asumieron que había llegado con una línea en la canción. Y tuve. Y que en realidad era la última canción que escribí en el álbum, y después de haber terminado esa, yo sabía que estaba hecho ".

## Presentaciones en vivo

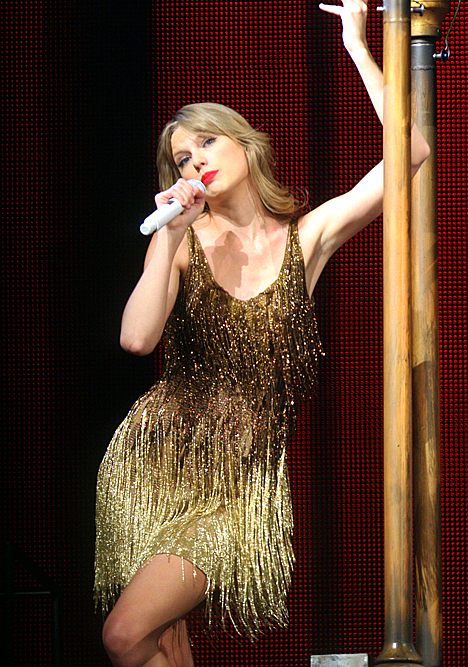
Taylor Swift en la gira de 2012.

«The Story of Us» fue interpretada en vivo por Swift en The Ellen DeGeneres Show que marcó su estreno televisivo de la canción. Durante un descanso de la parte europea de Speak Now World Tour, Swift escucho un set acústico en directo para BBC Radio 1 Live Lounge incluyendo una actuación acústica de «The Story of Us». Swift también interpreta la canción durante el Speak Now World Tour. la actuación se incluyó en primer álbum en directo de Swift llamado Speak Now: World Tour Live.

## Video musical

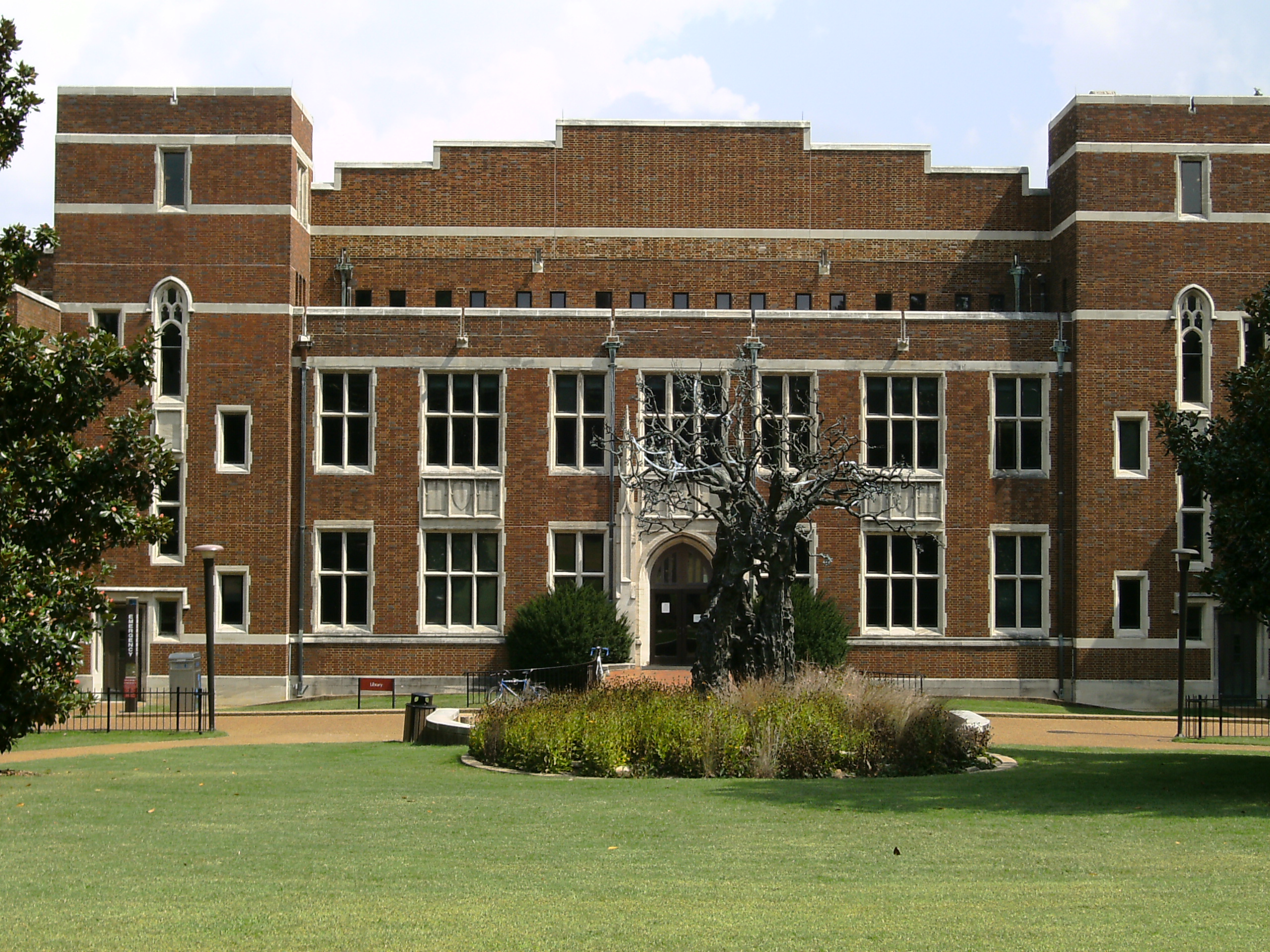
El video musical de «The Story of Us» tuvo lugar en la Biblioteca Central de la Universidad de Vanderbilt.

El video musical fue estrenado en MTV USA el 24 de mayo de 2011 a las 7:53pm, seguido de una entrevista con la cantante. siete minutos más tarde, a las 8:00pm EST el video fue estrenado en todas las webs internacionales de MTV. Un día después, el 25 de mayo, fue puesto en el canal oficial de YouTube de la cantante.

## Lista de canciones
- CD sencillo Promocional (Australia)[8]

1. "The Story of Us" – 3:36

- CD sencillo Edición Limitada (Estados Unidos)

1. "The Story of Us" – 4:25

## Posicionamiento en listas

### Semanales
| Bélgica (Flandes) | Ultratip 50        | 15 |
| Canadá            | Canadian Hot 100   | 70 |
| Estados Unidos    | Billboard Hot 100  | 41 |
| Estados Unidos    | Digital Songs      | 18 |
| Estados Unidos    | Radio Songs        | 58 |
| Estados Unidos    | Pop Songs          | 21 |
| Estados Unidos    | Adult Pop Songs    | 31 |
| Estados Unidos    | Adult Contemporary | 23 |

### Certificaciones
| País           | Organismo certificador | Certificación | Ventas certificadas | Simbolización | Ref.   |
| -------------- | ---------------------- | ------------- | ------------------- | ------------- | ------ |
| Estados Unidos | RIAA                   | Oro           | 500 000             | ●             | [ 17 ] |

## Historial de lanzamientos
| Nación         | Fecha               | Formato          | Discográfica        |
| -------------- | ------------------- | ---------------- | ------------------- |
| Estados Unidos | 19 de abril de 2011 | Mainstream radio | Big Machine Records |